# Igal
Igal là một thành phố thuộc hạt Somogy, Hungary. Thành phố này có diện tích 36,06 km², dân số năm 2010 là 1290 người, mật độ 36 người/km².

## Lê Trọng Nhân
1. ↑  "Helysegnevkonyv adattar 2010". Bản gốc lưu trữ ngày 21 tháng 8 năm 2012. Truy cập ngày 10 tháng 8 năm 2012.